# 지지대비
지지대비(遲遲臺碑)는 대한민국 경기도 수원시 장안구에 있는, 조선 정조의 지극한 효성을 추모하기 위해 순조 7년(1807) 화성 어사 신현의 건의로 세워진 비이다. 1972년 7월 3일 경기도의 유형문화재 제24호로 지정되었다.

## 개요
지지대비는 조선 정조의 지극한 효성을 추모하기 위해 순조 7년(1807) 화성 어사 신현의 건의로 세워진 비이다.
조선 정조는 생부인 사도세자 능인 화성의 현륭원에 참배를 마치고 서울로 돌아가는 길에 이 고개만 넘어서면 멀리서나마 능을 볼 수 없게 되므로, 으레 이곳에서 행차를 멈추었다고 한다. 능을 뒤돌아보며 이곳을 떠나기를 아쉬워하였기 때문에 이곳에 이르면 왕의 행차가 느릿느릿하였다고 하여 한자의 느릴지(遲)자 두 자를 붙여 지지대라고 부르게 되었다고 전해지고 있다.
비의 비문은 홍문관제학 서영보가 짓고, 윤사국이 글씨를 썼으며, 화성유수 홍명호가 전액을 썼다. 비운의 생애를 마친 아버지에 대한 정조의 마음이 잘 나타나 있다.

## 같이 보기
- 현륭원
- 지지대 고개

## 참고 자료
- 지지대비 - 국가유산청 국가유산포털